# وانگ شو (کشتی‌گیر)
وانگ شو (چینی: 王旭؛ زادهٔ ۲۷ سپتامبر ۱۹۸۵) کشتی‌گیر اهل چین است.